# 5377 Komori
5377 Komori eller 1991 FM är en asteroid i huvudbältet som upptäcktes den 17 mars 1991 av de japanska astronomerna Satoru Otomo och Osamu Muramatsu i Kiyosato. Den är uppkallad efter japanen Yukimasa Komori.
Asteroiden har en diameter på ungefär 3 kilometer.